# Нижний Новгород (телерадиокомпания)
Государственная телевизионная и радиовещательная компания «Ни́жний Но́вгород» (ГТРК «Нижний Новгород») — филиал ФГУП «Всероссийская государственная телевизионная и радиовещательная компания» в Нижегородской области.
Программы и передачи ГТРК «Нижний Новгород» выходят в эфир в местных вставках на федеральных телеканалах «Россия-1» и «Россия-24» и круглосуточном региональном телеканале «Нижний Новгород 24».
Радиовещание ГТРК «Нижний Новгород» осуществляет на трёх радиостанциях: «Вести ФМ», «Радио России» и радио «Маяк».
Потенциальная аудитория холдинга — не менее 98,4 % населения Нижегородской области — около 3 158 000.

## История

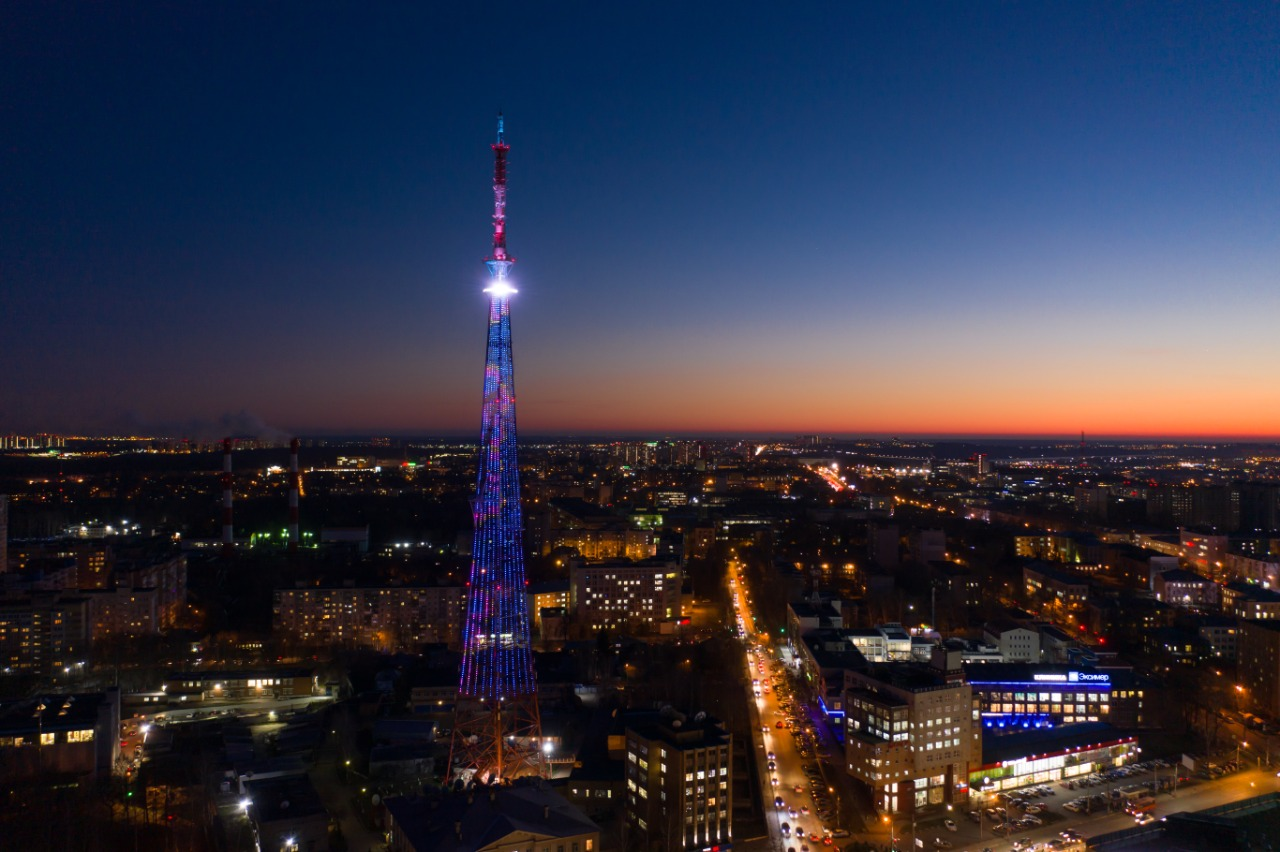
Нижегородская телебашня

Нижегородское государственное радио является первым региональным радио России.
22 декабря 1924 года прошло выездное заседание Нижегородского исполкома Совета рабочих, крестьянских и красноармейских депутатов во главе с председателем А. И. Мураловым в НРЛ. Бонч-Бруевич и Селиверстов доложили об окончании строительства широковещательной станции. 27 декабря 1924 года началось радиовещание в Нижнем Новгороде.
19 октября 1932 года (через семнадцать дней после того, как Нижний Новгород был переименован в Горький) в краевой газете «Горьковская коммуна» была напечатана заметка с вопросом: «Когда же в Горьком появится своё телевидение?». В Москве, отмечается в заметке, уже ведутся опытные телепередачи. Интересно, что будущий «телезритель» тогда назывался «радиозрителем».
В 1933 году создаётся Комитет радиоинформации и радиовещания при Горьковском краевом исполнительном комитете советов рабочих, крестьянских и красноармейских депутатов (с 1937 года — Горьковский областной комитет радиовещания и радиофикации) (Горьковский радиокомитет).
Июнь 1936. В журнале «Радиофронт» сообщается о первой в стране всесоюзной телеконференции. В Горьком её смогли посмотреть лишь умельцы радиолюбители, которые из подручных средств сами собрали приёмники. Причём, увидеть нечёткую чёрно-белую картинку можно было только по очереди, заглядывая в глазок на передней панели такого самодельного аппарата.
15 сентября 1939 года начала работу городская редакция радиовещания.
Первые пробные передачи любительского телецентра в городе Горьком начались 7 мая 1953 года. Он был организован энтузиастами на базе клуба им. Фрунзе — дома культуры Горьковского радиотехнического училища ПВО (позднее ставшего Горьковским зенитно-ракетным училищем). Первые телепередачи в г. Горьком представляли собой трансляцию кинофильмов. Трансляцию открывала заставка: «Малый Горьковский телевизионный центр». Затем начиналось кино.
В 1955 году в малом Горьковском телецентре появилась передвижная камера. Благодаря этому стали возможны передачи из студии. Первый аппаратно-студийный комплекс располагался в комнате для перемотки, где раньше готовились к показу катушки с киноплёнками. Но вскоре в соседнем помещении была оборудована настоящая студия.
В 1955 году Министерством связи СССР было образована Дирекция строящегося телецентра (г. Горький). Огромную роль в этом решении сыграла настойчивость председателя Горьковского Горисполкома Дмитрия Проскурина. Министерство связи выделило средства на заработную плату дирекции на 1,5 года. За эти 1,5 года и должен был быть построен телецентр. А само строительство должно было вестись за счёт привлечённых средств, которые должен был обеспечить Горисполком.

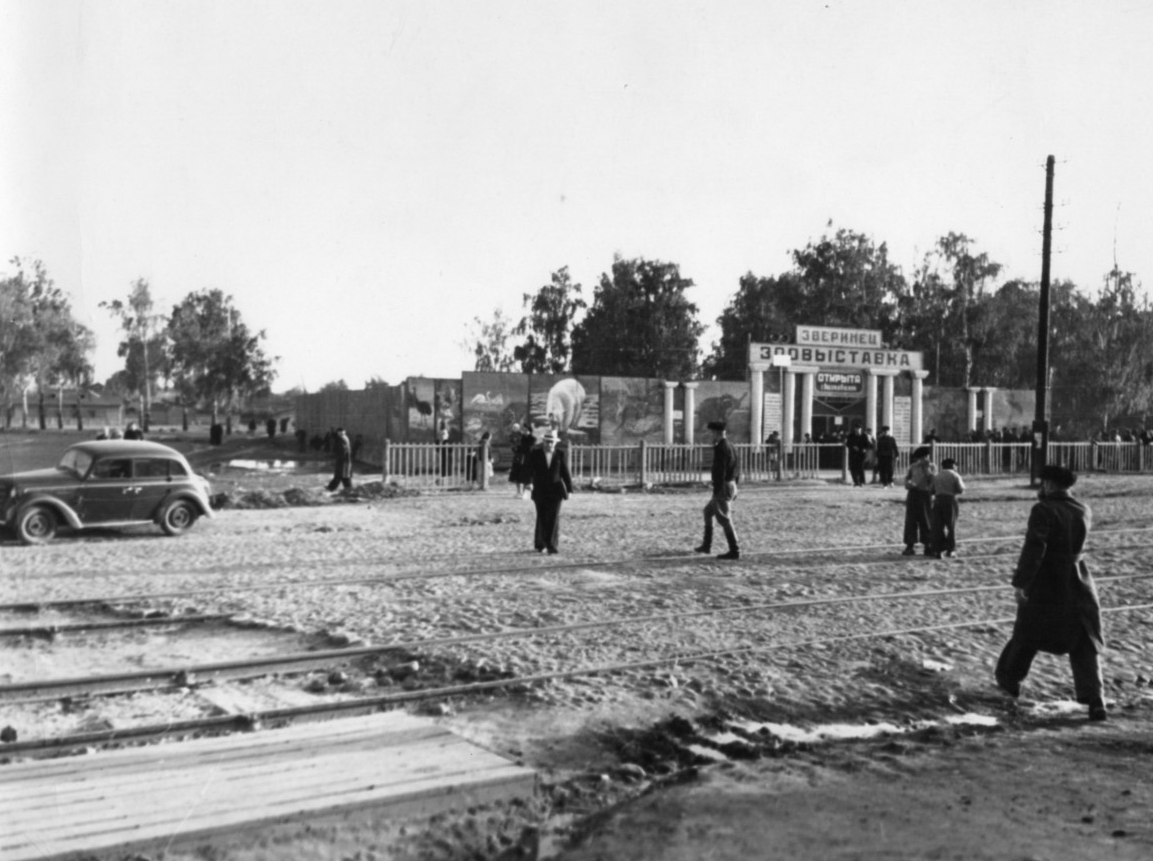
Зверинец

Под строительство был выделен участок территории в начале улицы Белинского, на котором находился зверинец. На его месте было необходимо смонтировать телевизионную вышку и построить здания аппаратно-студийного комплекса.
29 сентября 1957 года состоялся первый эфир Горьковского ТВ.
5 ноября 1957 года была осуществлена первая попытка приёма в г. Горьком передач Центрального телевидения — трансляции торжественного собрания из Большого театра. До этого никаких передач из столицы мы ещё не принимали за отсутствием технических возможностей. Передача телевизионного сигнала из Москвы в тот раз осуществлялась через самолёт — ретранслятор. В его роли выступал специально оборудованный «Ли-2», который барражировал в районе Владимира, принимал московский сигнал и ретранслировал его в Горький. Кроме радиотехнических сложностей большую проблему представляло собой пилотирование самолёта так, чтобы не нарушались приём и передача сигнала.

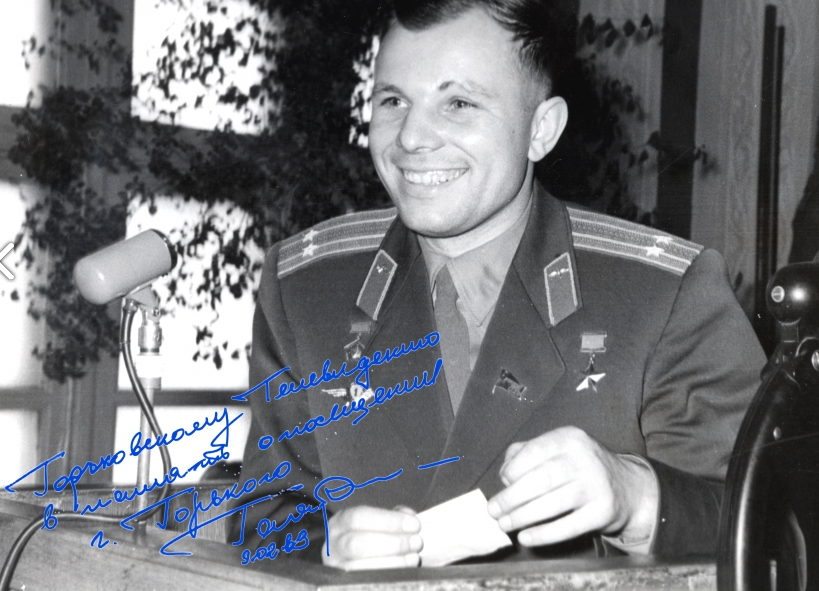
Юрий Гагарин на Горьковском телевидении. 1963 г.

7 ноября 1957 года вторая пробная передача телевизионного сигнала из Москвы. Транслировалась ноябрьская демонстрация на Красной площади. Передача телевизионного сигнала из Москвы осуществлялась через самолёт — ретранслятор. В его роли выступал специально оборудованный «Ли-2», который барражировал в районе Владимира, принимал московский сигнал и ретранслировал его в Горький. Кроме радиотехнических сложностей большую проблему представляло собой пилотирование самолёта так, чтобы не нарушались приём и передача сигнала.
Опыты 5 и 7 ноября были в целом успешными, но показали, что регулярное телевещание на основе таких ретрансляторов построить невозможно. Качество сигнала слишком сильно зависело от состояния атмосферы и манёвров самолёта. А нелётная погода была способна и вовсе сделать передачу сигнала невозможной. Единственной рабочей альтернативой оставалось создание наземной радиорелейной линии передачи телевизионного сигнала из Москвы в Горький.
3 сентября 1992 года была образована Нижегородская объединённая государственная телерадиокомпания «Нижний Новгород».
1992 год стал переломным годом в истории Горьковского — Нижегородского ТВ. В регионе возникли новые телевизионные компании, сменилась технология телевизионного производства. Студия телевидения ГТРК «Нижний Новгород» стала работать на 4 ТВК под эфирным логотипом «НТР» вместе с телерадиостудией «ННТВ».
29 сентября 1998 года в 41-й день рождения горьковского телевидения была создана новая структура — ФГУП «НОГТРК» — Нижегородская объединённая государственная телевизионная и радиовещательная компания, объединившая ГТРК «Нижний Новгород» и Нижегородский радиотелецентр (РТЦ).
2005 год — Нижегородская объединённая государственная телерадиокомпания расширяет свою аудиторию. Теперь самые важные новости страны, города и региона можно увидеть на новом информационном портале nnovgorod.rfn.ru. Это часть крупномасштабного проекта Всероссийской государственной телерадиокомпании, под названием «Государственный Интернет-канал „Россия“».

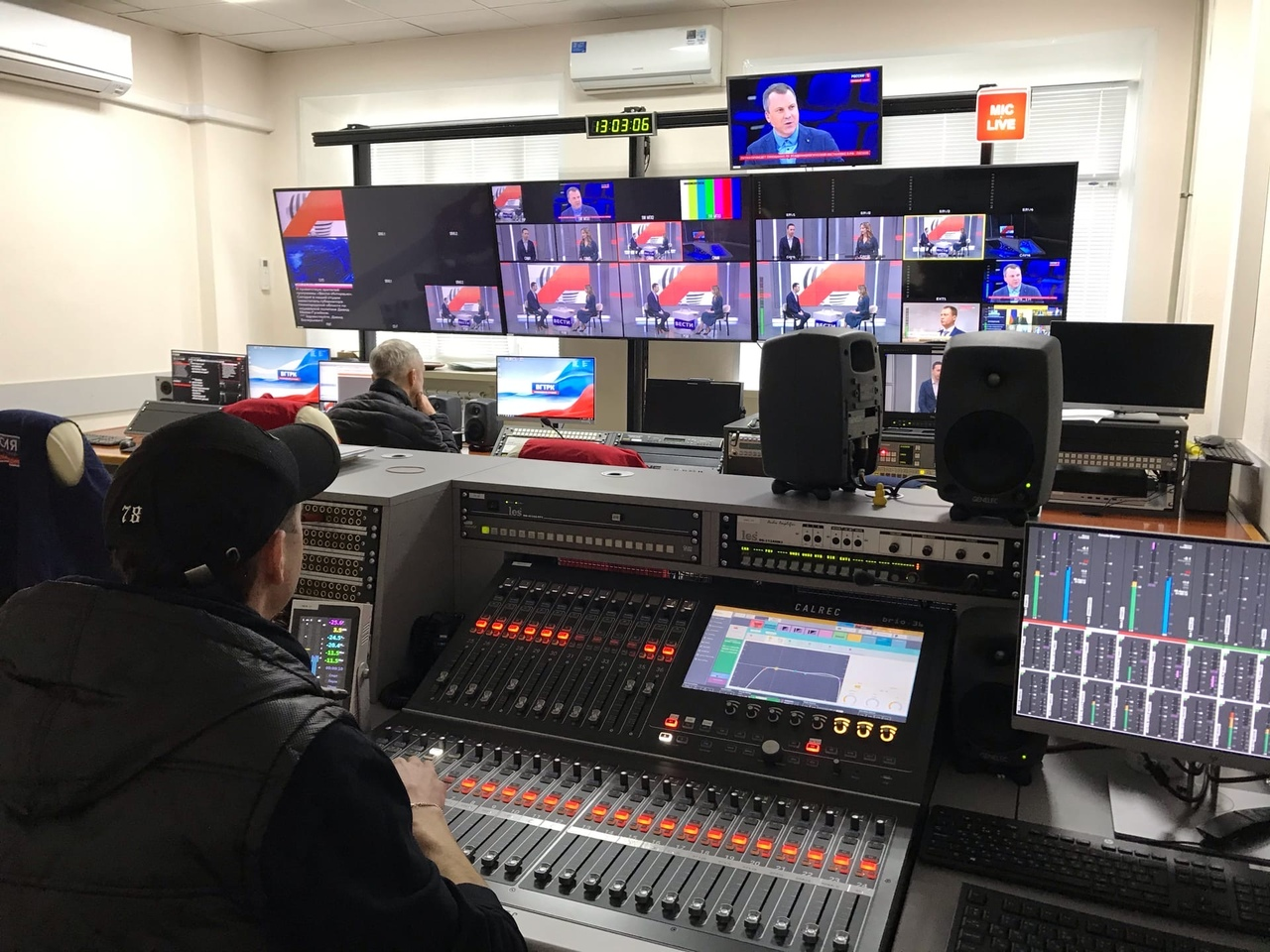
Аппаратная ГТРК «Нижний Новгород»

В 2007 году началось регулярное региональное вещание ГТРК «Нижний Новгород» на Нижегородскую область на федеральных каналах «Культура» и «Спорт». В 2007 году, в год 50-летия Горьковско-Нижегородского государственного телевидения, ГТРК «Нижний Новгород» в Нижегородской области имеет в своём активе 4 телеканала — «Россия-Нижний Новгород», «Вести-Нижний Новгород», «Культура-Нижний Новгород», «Спорт-Нижний Новгород».
Сентябрь 2009 года — внедрён современный аппаратно-студийный комплекс для производства информационных программ и другого телевизионного контента в цифровом формате. Приобретена и введена в эксплуатацию единственная в регионе передвижная станция спутниковой связи (ПССС) и оборудование для современного и качественного показа трансляций массовых мероприятий: операторский кран с выносной 9-метровой стрелой с роботизированной камерной головкой, операторская тележка на рельсах.

## Структура ГТРК «Нижний Новгород»
- «Россия-1» и ГТРК «Нижний Новгород»
- «Россия-24» и ГТРК «Нижний Новгород»
- «Нижний Новгород-24» (круглосуточный телеканал)
- «Радио России» и ГТРК «Нижний Новгород»
- «Радио Маяк» и ГТРК «Нижний Новгород»
- «Вести FM» и ГТРК «Нижний Новгород»
- интернет-вещание (сайт vestinn.ru, telegram-канал «Вести-Приволжье +»)

## Программы

### Программы на телеканале «Россия-1»
- «Вести-Приволжье» — ежедневная информационная программа, освещает события в Нижнем Новгороде и Нижегородской области. Выходит в эфир по будням: 09:00, 14:30, 21:05. В субботу: 08:00.
- «Вести-Приволжье. Утро» — будничная информационная программа, освещает события в Нижнем Новгороде и Нижегородской области. Выходит в эфир по будням: 05:07, 05:35, 06:07, 06:35, 07:07, 07:35, 08:07, 08:35 на телеканале «Россия 1».
- «Местное время. Воскресенье» — еженедельная информационно-аналитическая программа, подводит итоги событиям недели в городе и области. Выходит в эфир по воскресениям на телеканале «Россия 1» в 08:00 и на «Россия 24» в 13:00.

### Программы на телеканале «Россия-24»
- «Вести. Спорт» — информационная программа, освещающая спортивные события в Нижегородском регионе. В эфире по четвергам в 21:00, и по воскресеньям в 13:35
- «Вести. Нижний Новгород» — информационная программа, освещающая освещает события в Нижнем Новгороде. Программа выходит по средам в 21:15, по четвергам 08:00, по пятницам в 17:45 на канале «Россия 24».

### Программы на телеканале «Нижний Новгород 24»
- «Литературные сласти» — интеллектуально-гастрономический проект телеканала «Нижний Новгород 24». Программа выходит по понедельникам 19:45 .
- «Изложение» — современный гид в постоянно пополняющемся книжном мире а так же краткий обзор книжных новинок с их сильными и слабыми сторонами.
- «Равнение на победу» — цикл программ о малых городах и районах Нижегородской области, которые внесли свой вклад в Победу в Великой Отечественной войне.
- «Город трудовой доблести» — рубрика, рассказывающая о недооценённых подвигах целых предприятий, тружеников, которые часто работали в тылу.
- «Вести. Интервью» — информационная-специализированная программа в которой ведётся диалог с влиятельными персонами в политике, экономике, культуре, обществе.
- «52/114. Я здесь живу» — рубрика, рассказывающая о различных культурных особенностей и жизни народов проживающих в Нижегородской области.
- «Вести. Регион» — информационная программа, освещающая явления в Нижегородском регионе за неделю.
- «Вести. Зачёт» — информационная программа, освещающая учёбу, спорт, увлечения, работу, музыку — все, что попадает в круг интересов молодого поколения. Программа создаётся представителями молодёжной редакции ГТРК «Нижний Новгород».
- «Малые города» — цикл программ о малых городах Нижегородской области.
- «10 минут с политехом» — рубрика, рассказывающая о различных новостях в вузе НГТУ им. Р. Е. Алексеева.
- «День учителя» — рубрика, рассказывающая о жизни учителей вне школы и о различных особенностях профессии.
- «Вести. Промышленность» — информационная программа, освещающая новости промышленности, новых предприятий, уникальные разработки.
- «Культурная неделя» — афиша самых интересных мероприятий с представлением проектов от их авторов.
- «Горьковские Новости» — цикл программ показывающий исторические кадры Нижнего Новгорода и различных ключевых событий.
- «Вести. Зооярмарка» — информационная программа, освещающая различные вопросы мира животных.
- «407 на связи» — рубрика, рассказывающая о том как избежать аварий на дорогах, как вести себя пешеходам, велосипедистам и водителям, правила дорожного движения и многое другое.
- «Мой бизнес» — цикл программ о предпринимателях и том деле, которое они выбрали.
- «Страна спортивная» — информационно-аналитическая программа рассказывает о спортивных событиях в регионе. Новости и результаты, аналитика матчей с участием ведущих нижегородских клубов, освещение массовых видов спорта, детских турниров, а также паралимпийского движения.

### Программы на «Радио России. Нижний Новгород»
- «Вести-Приволжье» — ежедневная информационная программа, освещает события в Нижнем Новгороде и Нижегородской области. Выходят в эфир с понедельника по пятницу в 7:10, 11:10, 18:10, 18:50, в субботу и воскресенье в 11:10
- «Вести-Подробно» — еженедельная информационная программа освещающие события в Нижнем Новгороде и Нижегородской области за неделю.

Выходят по воскресеньям в 11.20
- «Будни» — интерактивная программа. В эфире каждый вторник, среду и пятницу в 11:20.
- «АЗАРТ» — спортивно-интерактивная программа в которую приходят спортивные руководители Нижнего Новгорода и области, тренеры нижегородских команд по различным видам спорта.
- «Скажите, доктор» — интерактивная программа о здоровье, о современных методах диагностики и лечения.
- «Литературный вечер с Владимиром Солдатовым» — авторская программа, в которой вниманию радиослушателей предлагаются литературные произведения в формате аудиокниги.
- «Радиотеатр» — развлекательная программа посвящённая именно радиопостановкам.
- «На доброе здоровье!» — информационная программа о здоровье, о причинах и симптоматике заболеваний, о современных методах диагностики и лечения.
- «По заявкам радиослушателей» — развлекательно-интерактивная музыкальная программа.
- «Собрание сочинений» — интерактивная программа для общения в прямом эфире с писателями, поэтами, музыкантами.
- «Доживём до понедельника» — программа проходящая в интерактивном эфире поднимая актуальные и социально значимые темы.
- «Час советов» — информационно-интерактивная программа для тех, кто мечтает поговорить с профессионалом своего дела о секретах его мастерства.

### Программы на радио «Маяк. Нижний Новгород»
- Новости на «Маяке» — свежие нижегородские новости. Восемь раз в день, с понедельника по пятницу с 08:50 до 18:50.
- «Законный вопрос» — программа, в которой нижегородские нотариусы разъясняют положения жилищного кодекса и гражданского права на реальных примерах из жизни нижегородцев. Выходит по средам в 10:54.
- «Звучи!» — программа о молодых нижегородских музыкантах. Выходит каждый четверг в 10:50 и в 12:50.
- «Bass aNNnd Beat» — Нижегородская радиопрограмма о молодых рэперах и диджеях.

### Программы на радио «Вести FM. Нижний Новгород»
- «Открытая студия» — интерактивная программа в которой у нижегородцев есть возможность в прямом эфире обсудить общественно-значимые вопросы. Выходит на двух радиоканалах (Радио Маяк и Вести FM) с понедельника по четверг с 18:10 до 18:50
- «Гурман» — информационная программа для тех, кто любит готовить и знает толк в хорошей кухне. Все о продуктах и их удивительных сочетаниях.
- «Стиль жизни» — информационная программа о здоровом образе жизни, о достижениях профилактической медицины.
- «Законный вопрос» — информационно-аналитическая программа адресована всем, кто интересуется законотворчеством и исполнением законов в Нижегородской области.
- «Деловая психология» — информационно-аналитическая программа в которой обсуждают самые актуальные проблемы психического состояния современного человека.
- «Туристос NN» — информационная программа о том, как можно бесконечно путешествовать по уголкам России.
- «Афиша» — информационная программа о происходящих и грядущих событий города.

## Ведущие

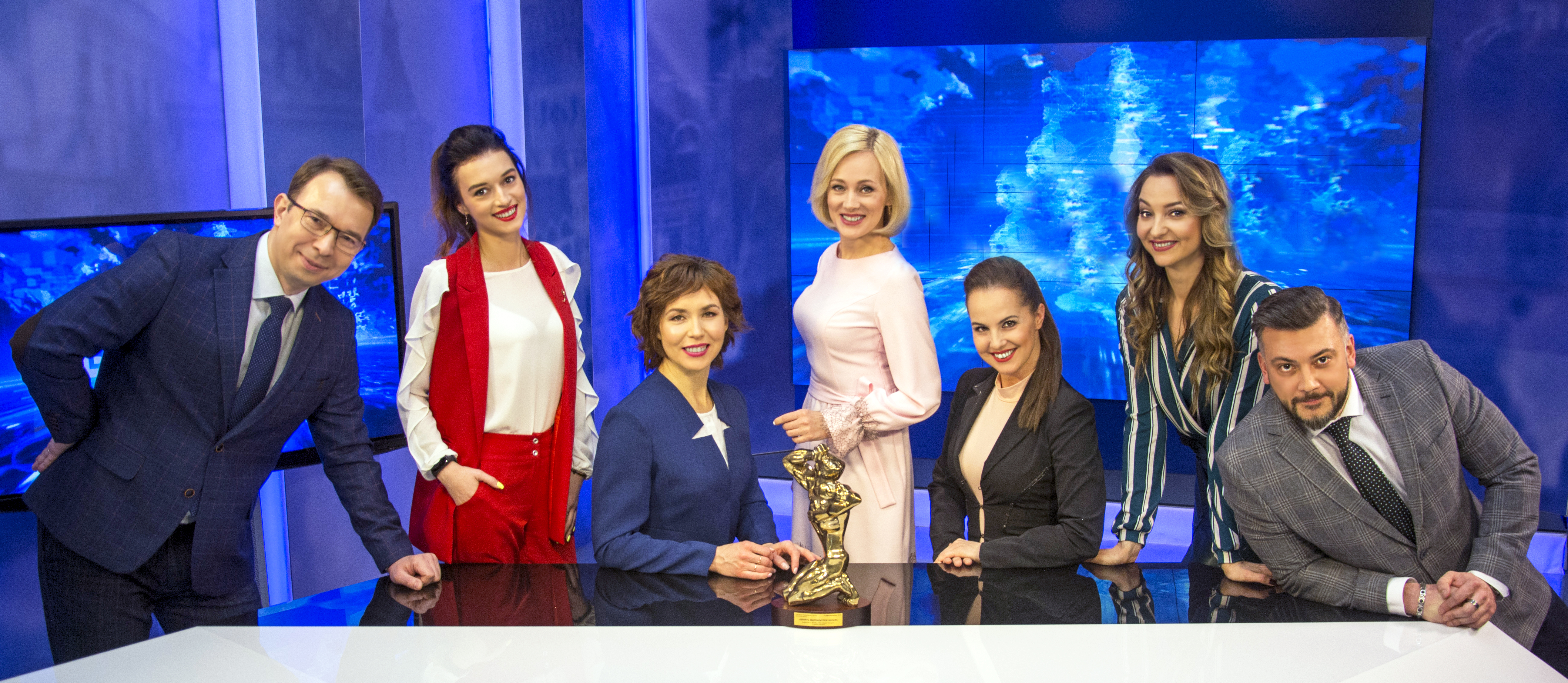
Ведущие ГТРК «Нижний Новгород»

### Телеканал «Россия-1»
- Ведущие программы «Вести-Приволжье»: Татьяна Локтева, Юлия Кузнецова, Елена Лядова, Евгений Мельников, Майя Аленова, Ольга Корченкова
- Ведущая программы «Вести-Приволжье. События недели» — Марина Гальцынова, Алёна Ситникова, Илина Кашина.
- Ведущие программы «Вести-Приволжье. Утро»: Александр Фирстов, Андрей Смирнов, Ольга Корченкова, Елена Лядова

### «Радио России. Нижний Новгород»
- Сергей Дивеев — «Утренний калейдоскоп», «Будни».
- Ольга Корченкова — «Вести-Приволжье».
- Наталья Михайлова — «Утренний калейдоскоп», «Соседи», «Будьте добры».
- Ольга Сладкова — «Будни», «Утренний калейдоскоп».
- Юлия Шаталова — «Утренний калейдоскоп».
- Светлана Шатохина — «Родительское собрание», «Театральные встречи».
- Елена Евдокимова — «Скажите, доктор!», «Час советов».
- Евгений Карпов — «Радиотеатр».

## Награды

### 2023 год
- «Вести-Приволжье» — победитель в номинации «Лучшие региональные СМИ» Всероссийского конкурса «Экономическое возрождение России — 2022».
- Конкурс Нижегородского областного суда для СМИ. В Номинации «Лучший видеосюжет» победил материал ГТРК «Нижний Новгород».
- Директор филиала ВГТРК ГТРК «Нижний Новгород» Назарий Зелёный Указом Президента Российской Федерации № 123 от 27 февраля 2023 года награждён Орденом Почёта за заслуги в развитии средств массовой информации и многолетнюю добросовестную работу.
- Документальный фильм ГТРК «Нижний Новгород» «Возвращение Бенардаки» — лауреат Международного телекинофорума «Новая реальность».
- Документальный фильм ГТРК «Нижний Новгород» «Возвращение Бенардаки» — победитель Всероссийского фестиваля национального вещания «Голос Евразии».
- Фильм «Все люди братья» — победитель Всероссийского фестиваля Национальной ассоциации телерадиовещателей (НАТ) «Герой нашего времени» в номинации PRO Добро.

### 2022 год
- «ТЭФИ-регион»: Лучшей в России информационной программой для городов-миллионников признали «Вести-Приволжье» ГТРК «Нижний Новгород».
- ГТРК «Нижний Новгород» — лауреат премии «Нижегородский Феникс».
- ГТРК «Нижний Новгород» — победитель в патриотическом фестивале СМИ «Щит России-2022».
- «Журналист года — 2022». Вера Логунова, специальный корреспондент программы «Вести-Приволжье».
- Телеканал «Нижний Новгород 24» отмечен Благодарственной грамотой ГИБДД.

### 2019 год
- Цикл телепрограмм «Спорный приговор», взял главный приз сначала регионального, а потом и Всероссийского конкурса «В фокусе — детство».
- Программа «Шаранга — Северная жемчужина» — стала победителем конкурса «Провинциальная культура Нижегородской области».
- Цикл телепрограмм «Спорный приговор» взяли главный приз в номинации «Я — родитель».

### 2018 год
- В номинации «Ежедневная информационная программа» служба информационного радиовещания ГТРК «Нижний Новгород» стала лауреатом VII Всероссийского радиофестиваля «Голос Кавказа».
- На XXI фестивале военно-патриотических телевизионных и радиопрограмм «Щит России» журналисты ГТРК «Нижний Новгород» взяли сразу две награды. Гран-при фестиваля — статуэтки «Ника» был удостоен фильм «Крылья Чкалова». Сюжет «Волонтёры вечности» победитель фестиваля «Щит России» в номинации «За освещение темы волонтёрского движения».
- Программа «Вести-Приволжье» «Как сказать нет» была отмечена специальным призом Саратовской государственной юридической академии на Всероссийском конкурсе телевизионных фильмов и программ «Мир права».

### 2017 год
- Работы журналистов ГТРК «Нижний Новгород» на фестивале «Щит России» получили две награды. Радиопроект «Улицы героев» взял приз «Ника» и диплом победителя. Телевизионный сюжет «Семья военных» удостоен диплома лауреата фестиваля.
- Работа ГТРК «Нижний Новгород» «Дурнопахнущий бизнес» вошла в тройку лучших информационных сюжетов по итогам конкурса журналистских работ экологической тематики «Спасти и сохранить».
- Два проекта ГТРК «Нижний Новгород» получили премию Нижнего Новгорода. Лауреатами премии стали цикл программ «Непридуманные истории с Александром Цирульниковым» и программа «10 минут с Политехом».
- Проект ГТРК «Нижний Новгород» «Конкурс короткометражных видеоработ „Посмотри на город“» завоевал диплом за третье место IX ежегодного Международного конкурса «Пресс-служба года». Диплом присуждён в номинации «Продвижение территорий».
- Проект ГТРК «Нижний Новгород» «Конкурс короткометражных видеоработ „Посмотри на город“» стал лауреатом региональной премии «Серебряный лучник — Приволжье».
- ГТРК «Нижний Новгород» стала лауреатом Всероссийского фестиваля телевизионных фильмов и программ «Берега» в Тарусе. В тройку лучших работ номинации «Серия телевизионных программ» вошла программа журналистов из редакции тематического вещания — «52 / 114. Татары Нижегородской области».

### 2016 год
- ГТРК «Нижний Новгород» присуждается победа на Всероссийском конкурсе региональных средств массовой информации «Спортивные регионы — спортивная Россия», в номинации «За лучшие телевизионные и радиоматериалы по вопросам реализации ФЦП „Развитие физической культуры и спорта в РФ на 2006—2015 годы“».

### 2015 год
- Коллектив ГТРК «Нижний Новгород» наградили за лучшее информационное освещения спортивного сезона нижегородского ФК «Волга» 2014—2015 годов.
- В конкурсе «Победа» ГТРК «Нижний Новгород» завоевала первое место среди номинации «Лучшее электронное СМИ ПФО» и третье место среди радиоработ.

### 2014 год
- Государственная телерадиокомпания «Нижний Новгород» стала лауреатом премии «Нижегородский феникс» в номинации «За вклад в развитие благотворительности и добровольчества в Нижегородской области».
- Дипломом Восемнадцатого Международного телевизионного экологического фестиваля «Спасти и сохранить», в номинации «Информационный сюжет».
- Дипломом за первое место на VIII Межрегиональном конкурсе «Я люблю Россию» награждён коллектив ГТРК «Нижний Новгород».
- Победителем регионального конкурса «Таможенный Олимп-2014» в номинации «Лучшее СМИ, освещающее таможенную проблематику Приволжского федерального округа» признана Гостелерадиокомпания «Нижний Новгород».
- Первого места в номинации «Нижегородцы о Великой Отечественной войне: знать и помнить» на Втором областном конкурсе имени Виталия Гузанова удостоен сюжет «Горький-Сталинград».

### 2013 год
- ГТРК «Нижний Новгород» получила два специальных приза на Международном фестивале детективных фильмов и телепрограмм правоохранительной тематики «ДетективФест»: в номинации «Война и мир» победил документальный фильм «Война под грифом „Секретно“». В номинации «Безопасность на дорогах» победил сюжет программы «Вести — Приволжье» «Уроки безопасного вождения».
- Специальный приз XVI Межрегионального фестиваля военно-патриотических телевизионных и радиопередач «Щит России» в номинации «За яркое раскрытие краеведческой темы» получила радиопередача «Бутурлинские чтения».

### 2012 год
- Государственная телерадиокомпания «Нижний Новгород» отмечена как «социальное СМИ года» на первой церемонии вручения премии «Нижегородский феникс».
- Государственная телерадиокомпания «Нижний Новгород» стала победителем в одной из номинаций в конкурсе «Профессия — рабочий».
- Государственная телерадиокомпания «Нижний Новгород» получила профессиональную премию в области журналистики «Золотая акула», став победителем в номинации «Наша служба и опасна, и трудна» среди региональных телекомпаний.

### 2011 год
- Победитель IX Всероссийского фестиваля-конкурса «Агро-СМИ-2010» в номинации «Голос села — голос России».
- Директор филиала ВГТРК «Государственная телерадиокомпания „Нижний Новгород“» Назарий Зелёный Указом Президента РФ № 402 от 05.04.2011 года награждён «Орденом дружбы».

### 2010 год
- Дипломом Правительства Нижегородской области за II место в областном антинаркотическом конкурсе «Мы выбираем жизнь».
- Лауреат «ТЭФИ-Регион — 2009» в тематическом направлении «просветительское и развлекательное телевещание», номинация «Ежедневная информационно-развлекательная программа».
- Директору филиала ВГТРК ГТРК «Нижний Новгород» Назарий Зелёный присвоено почётное звание Лауреата Всероссийского проекта «Эффективное управление кадрами» (Москва, 2009 г.).
- Специальный диплом и приз XIII Всероссийского фестиваля телевизионных и радиопрограмм «Щит России-2010».
- I место среди электронных СМИ на Областном конкурсе журналистских работ среди молодых журналистов «Найди свою тему о войне».
- Диплом Национального конкурса «Информационное партнёрство: „Власть-Общество-СМИ“».
- Участие в конкурсной программе Международного фестиваля спортивного кино в номинации «Спорт и личность».
- Диплом второй степени VII Тарусского фестиваля телевизионных фильмов и программ «Берега» в номинации «Лучший телевизионный специальный проект „Социальная акция“».
- Почётное звание «Лауреат премии города Нижнего Новгорода» присвоено Татьяне Виноградовой и Андрею Прозоровскому за цикл фильмов «Нижегородская открытка».
- Диплом лауреата Всероссийский конкурс МВД России журналистских работ на правоохранительную тематику «Щит и перо 2010».
- Специальный приз московского жюри — из Фонда святого Андрея Первозванного на IX Всероссийском конкурсе СМИ «Патриот России».
- Лауреат Первого Всероссийского фестиваля для детей и юношества «Мир Бибигона» в номинации «Взрослые для детей».
- Победитель Конкурса Управления Федеральной службы судебных приставов по Нижегородской области на лучшие журналистское произведение о работе судебных приставов.
- Медаль «Участнику ликвидации пожаров 2010 года» за высокий профессионализм при освещении хода ликвидации пожаров 2010 года от Министра Российской Федерации по чрезвычайным ситуациям Сергея Шойгу.
- Победитель IV Всероссийского фестиваля телевизионных программ и фильмов «ТелеПроФи» в номинации «Операторская работа».
- Диплом победителя «Всероссийского конкурса СМИ „PRO-Образование — 2010“» в номинации «Российское образование — традиции и инновации».
- III место Всероссийского фестиваля МЧС России по тематике безопасности и спасения людей «Созвездие Мужества» в номинации «Лучшая телевизионная информационная программа».
- Диплом второй степени Всероссийского конкурса «Энергия воды» в номинации «Лучшая телепрограмма».
- Благодарность руководителю филиала ВГТРК Назарию Зелёному от аппарата Уполномоченного по правам человека в Нижегородской области.

### 2009 год
- Победитель XIII Всероссийского конкурса телевизионных сенсаций «Экстра-камера».
- Призёр III Всероссийского фестиваля телевизионных информационных программ «Мир. Согласие. Единство» в номинации «Остановись, мгновение!».
- Финалист Всероссийского конкурса средств массовой информации «PRO-образование — 2009» в номинации «Лучшая телепрограмма о развитии российского образования».
- Победитель II Евразийского конкурса электронных СМИ «Гуманитарное сотрудничество во имя процветания» в номинации «Лучшая серия видеоматериалов».
- Победитель Всероссийского конкурса журналистских работ «Созвездие мужества» в рамках I Всероссийского фестиваля МЧС России по тематике безопасности и спасения людей в специальной номинации «Лучший материал о детях-героях».
- Лауреат III степени Евразийского Телевизионного Конкурса социальных фильмов и программ для молодёжи «Я — человек».

### 2008 год
- Лауреат XI межрегионального фестиваля военно-патриотических телепрограмм «Щит России-2008» в номинации «Патриотическое воспитание молодёжи».
- Специальный приз XI межрегионального фестиваля военно-патриотических телепрограмм «Щит России-2008» «За верность теме».
- Победитель VIII Всероссийского конкурса «Щит и перо» в номинации «МВД — время перемен».
- Лауреат премии Межрегионального Фестиваля «21-й век — информация без границ».
- Диплом митрополита Волгоградского и Камышинского Германа на Всероссийском форуме православия и культуры в г. Волгограде. Специальный приз губернатора Волгоградской области.

### 2007 год
- Победитель Х межрегионального фестиваля телерадиопрограмм «Щит России» в номинации «Патриотическое воспитание детей и молодёжи».
- Призёр ежегодного Всероссийского конкурса «Голос сердца»

### 2006 год
- Премия Нижнего Новгорода в области журналистики.
- Диплом III Всероссийского кинофестиваля короткометражных фильмов «Семья России».
- Грамота Святейшего Патриарха Московского и Всея Руси Алексия II на III Всероссийском фестивале короткометражных фильмов «Семья России» «За возрождение духовных традиций семьи».
- Победитель Второго конкурса теле- и радиопроектов «Германия и Россия — партнёры в Европе XXI века» в номинации «Документальный фильм».

### 2005 год
- Серебряный диплом конкурса «ТЭФИ — регион 2005» в номинации «Просветительская программа».